# Emile Mouton
Emile François Mouton (Luik, 29 januari 1847 - Ombret-Rawsa 30 juli 1928) was een Belgisch volksvertegenwoordiger en burgemeester.

## Levensloop
Molenaar van beroep, werd Mouton in 1872 verkozen tot gemeenteraadslid van Ombret-Rawsa. Hij werd er schepen in 1882 en burgemeester in 1884.
In 1894 werd hij verkozen tot liberaal volksvertegenwoordiger voor het arrondissement Hoei en vervulde dit mandaat tot in 1900.